# 荒神口通

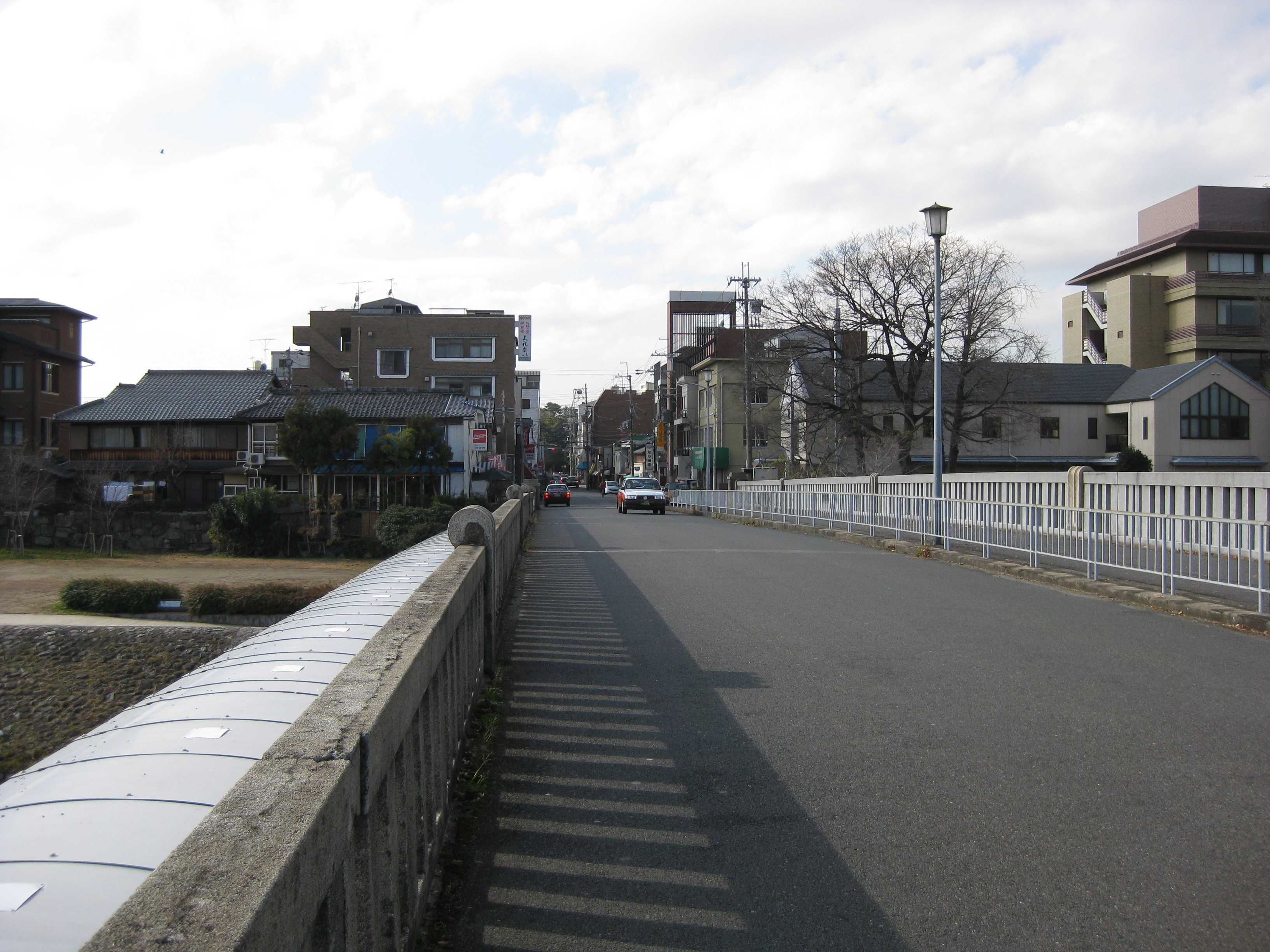
荒神口通。荒神橋上から西方面を望む

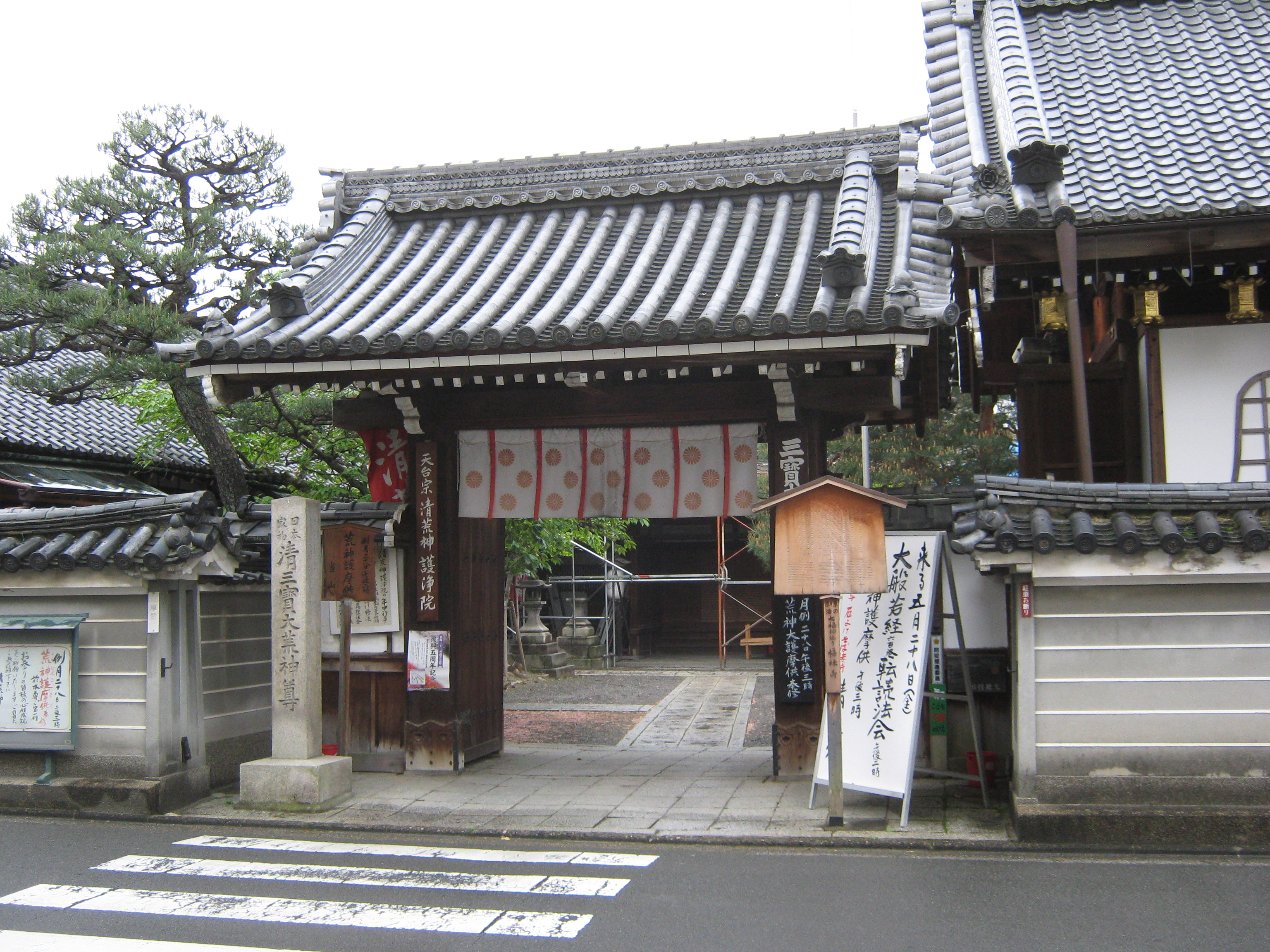
護浄院・京都市上京区

荒神口通（こうじんぐちどおり）は京都市内の東西の通り。鴨川に架かる荒神橋から西へ寺町通まで500mに満たない短い通りである。
御所から比叡山への最短の経路で、鴨川を徒渉し東岸を東やや北へ向かう志賀越道に道をとった。

## 概要
名前の由来は、京の七口のひとつであり、河原町通との交差点名ともなっている荒神口から。荒神の名は、寺町通東入の護浄院に三宝荒神がまつられていることによる。
1935年（昭和10年）6月29日に発生した鴨川大洪水では、荒神口橋が流される被害が生じた。

## 沿道の主な施設
- 京都大学アジアアフリカ地域研究研究科 川端通
- 京都地方法務局 三本木東入
- 護浄院（三宝荒神） 新烏丸東入
- 京都府立鴨沂高等学校 寺町通下ル
- 京都御苑 寺町通